# Wout Weghorst
Wout François Maria Weghorst, né le 7 août 1992 à Borne aux Pays-Bas, est un footballeur international néerlandais qui joue au poste d'avant-centre à l'Ajax Amsterdam.

## Biographie

### Début de carrière
Né à Borne aux Pays-Bas, Wout Weghorst commence sa carrière dans les clubs locaux RKSV NEO et DETO Twenterand, avant de susciter l'intérêt de l'équipe d'Eredivisie Willem II. Bien qu'il ait eu l'occasion de jouer pour la première équipe, il n'a jamais réussi à percer et a donc signé pour le FC Emmen, club de l'Eerste Divisie. Il y fait ses débuts le 10 août 2012 lors d'un match contre Dordrecht, un match qui s'est terminé par un 1-1. Un mois plus tard, lors du derby contre Veendam, Weghorst inscrit son premier but dans le football professionnel, un match qui se termine par une victoire 2-1 pour Emmen. Il réussit à jouer  28 matches lors de sa première saison, avec 8 buts marqués. Après son passage chez Emmen, Weghorst signe un contrat avec le club d'Eredivisie Heracles Almelo pour un transfert gratuit.
Le 9 août, Weghorst fait ses débuts en Eredivisie pour Heracles Almelo, lors d'une défaite 0-3 à domicile contre AZ au stade Polman. Il est un titulaire régulier pendant ses deux années à Almelo. Au cours de la première saison, le club  lutte contre la relégation de l'Eredivisie, mais sa deuxième saison a été plus réussie avec Heracles se terminant à la sixième place et, grâce aux barrages suivants, le club se qualifie pour le tour de qualification de la Ligue Europa - la première fois dans l'histoire de Heracles Almelo que le club qualifié pour une compétition internationale.

### AZ Alkmaar (2016-2018)
Après le succès de la saison avec Heracles, Weghorst signe un contrat de quatre ans avec AZ en juillet 2016, avec une option pour une année supplémentaire. Le 24 novembre 2016, il marque son premier but européen, qui s'est avéré être le but gagnant d'une victoire 0-1 dans un match de groupe de Ligue Europa contre le club irlandais Dundalk.
Il est nommé vice-capitaine de Ron Vlaar pour la saison. Weghorst commence la saison 2017-2018 avec une bonne forme, avec 7 buts lors de ses 13 premiers matchs. Après avoir marqué 20 buts en 29 apparitions dans toutes les compétitions, il est convoqué pour la première fois en équipe des Pays-Bas par Ronald Koeman en mars 2018.
Il termine troisième meilleur buteur de la saison en Erevisie avec 18 buts avec Steven Berghuis , tous deux derrière Alireza Jahanbakhsh (21 buts) et Bjørn Johnsen (19). Weghorst a également réalisé 6 passes décisives.

### VfL Wolfsburg (2018-2022)
Le 26 juin 2018, Wout Weghorst s'engage avec le VfL Wolfsburg, pour quatre ans. Le montant du transfert est de 10,5 millions d'euros.
Weghorst se fait remarquer dès sa première apparition sous ses nouvelles couleurs en marquant son premier but, le 12 août 2019, lors d'une rencontre de coupe d'Allemagne face au Hallescher FC. Wolfsburg s'impose après prolongations ce jour-là (2-5 score final).

### Burnley FC (depuis 2022)
Le 31 janvier 2022, Weghorst signe un contrat de trois ans et demi avec le club anglais du Burnley FC. Il compense le départ de l'avant-centre titulaire Chris Wood et arrive à un moment délicat pour le club qui se trouve dans la zone de relégation du classement,.

#### Prêt à Beşiktaş puis à Manchester (depuis 2022)
Le 5 juillet 2022, Weghorst est prêté au club turc du Beşiktaş JK pour la saison 2022-2023 ; l'opération ne comprenant pas d’option d'achat. À la suite de la descente de Burnley, il privilégie un prêt afin de ne pas compromettre ses chances de participer à la Coupe du monde qui se joue en fin d’année.
Après le prêt en Turquie, il est de nouveau prêté par Burnley mais cette fois ci au club de Manchester United pour les six derniers mois de la saison.

### Carrière internationale
Il fait ses débuts chez les U-21 néerlandais le 14 octobre 2014 et  inscrit son premier but contre le Portugal lors d'une défaite 5-4.
En mars 2018, Wout Weghorst est convoqué pour la première fois avec l'équipe nationale des Pays-Bas, par le sélectionneur Ronald Koeman, tout comme ses coéquipiers de l'AZ Alkmaar, Guus Til et Marco Bizot. Il fait ses débuts internationaux seniors lors d'un match amical contre l'Angleterre le 23 mars 2018 à l'Amsterdam Arena. Il entre en jeu à la place de Stefan de Vrij lors de cette rencontre perdue par son équipe (0-1).
Wout Weghorst dispute sa première compétition internationale lors de l'Euro 2020, il inscrira par ailleurs un but durant le tournoi face à l'Ukraine lors de la première journée des phases de poules.  
Le 11 novembre 2022, il est sélectionné par Louis van Gaal pour participer à la Coupe du monde 2022. Remplaçant lors de ce mondial, il réalise quatre entrées en jeu. Le 9 décembre 2022, il rentre en jeu en quart de finale face à l'Argentine à la 78e minute et se distingue par un doublé tardif, permettant aux Pays-Bas d'accrocher de manière inespérée une prolongation face à l'Argentine qui menait pourtant 2-0. L'Albiceleste se qualifie néanmoins à l'issue de la séance de tirs au but (2-2, 4-3 TAB), mettant fin au parcours de Weghorst et des Néerlandais dans la compétition. 
Le 29 mai 2024, il figure dans la liste des 26 joueurs néerlandais retenus par Ronald Koeman pour participer à l'Euro 2024. Commençant la compétition sur le banc, il connaît ses premières minutes dans le tournoi en entrant en jeu à la 80e minute face à la Pologne lors du premier match de poule des Pays-Bas. Buteur trois minutes plus tard, il offre la victoire aux siens (1-2).

## Statistiques
| Saison                | Club                     | Championnat           | Championnat | Championnat | Championnat | Coupe(s) nationale(s) | Coupe(s) nationale(s) | Coupe(s) nationale(s) | Compétition(s) continentale(s) | Compétition(s) continentale(s) | Compétition(s) continentale(s) | Compétition(s) continentale(s) | Play-Offs | Play-Offs | Play-Offs | Pays-Bas | Pays-Bas | Pays-Bas | Total | Total | Total |
| Saison                | Club                     | Division              | M.          | B.          | P.d.        | M.                    | B.                    | P.d.                  | Comp.                          | M.                             | B.                             | P.d.                           | M.        | B.        | P.d.      | M.       | B.       | P.d.     | M.    | B.    | P.d.  |
| 2012-2013             | FC Emmen                 | Eerste Divisie        | 28          | 8           | 0           | 2                     | 0                     | 0                     | -                              | -                              | -                              | -                              | -         | -         | -         | -        | -        | -        | 30    | 8     | 0     |
| 2013-2014             | FC Emmen                 | Eerste Divisie        | 34          | 12          | 0           | 2                     | 1                     | 0                     | -                              | -                              | -                              | -                              | -         | -         | -         | -        | -        | -        | 36    | 13    | 0     |
| Sous-total            | Sous-total               | Sous-total            | 62          | 20          | 0           | 4                     | 1                     | 0                     | -                              | -                              | -                              | -                              | -         | -         | -         | -        | -        | -        | 66    | 21    | 0     |
| 2014-2015             | Heracles Almelo          | Eredivisie            | 31          | 8           | 7           | 3                     | 1                     | 1                     | -                              | -                              | -                              | -                              | -         | -         | -         | -        | -        | -        | 34    | 9     | 8     |
| 2015-2016             | Heracles Almelo          | Eredivisie            | 33          | 12          | 0           | 2                     | 1                     | 0                     | -                              | -                              | -                              | -                              | 4         | 2         | 0         | -        | -        | -        | 39    | 15    | 0     |
| Sous-total            | Sous-total               | Sous-total            | 64          | 20          | 7           | 5                     | 2                     | 1                     | -                              | -                              | -                              | -                              | 4         | 2         | 0         | -        | -        | -        | 73    | 24    | 8     |
| 2016-2017             | AZ Alkmaar               | Eredivisie            | 29          | 13          | 4           | 4                     | 0                     | 0                     | C3                             | 12                             | 1                              | 1                              | 4         | 4         | 0         | -        | -        | -        | 49    | 18    | 5     |
| 2017-2018             | AZ Alkmaar               | Eredivisie            | 31          | 18          | 6           | 6                     | 9                     | 2                     | -                              | -                              | -                              | -                              | -         | -         | -         | 3        | 0        | 0        | 40    | 27    | 8     |
| Sous-total            | Sous-total               | Sous-total            | 60          | 31          | 10          | 10                    | 9                     | 2                     | -                              | 12                             | 1                              | 1                              | 4         | 4         | 0         | 3        | 0        | 0        | 89    | 45    | 13    |
| 2018-2019             | VfL Wolfsburg            | Bundesliga            | 34          | 17          | 7           | 2                     | 1                     | 0                     | -                              | -                              | -                              | -                              | -         | -         | -         | -        | -        | -        | 36    | 18    | 7     |
| 2019-2020             | VfL Wolfsburg            | Bundesliga            | 32          | 16          | 3           | 2                     | 2                     | 0                     | C3                             | 9                              | 2                              | 2                              | -         | -         | -         | 1        | 0        | 0        | 44    | 20    | 5     |
| 2020-2021             | VfL Wolfsburg            | Bundesliga            | 34          | 20          | 9           | 4                     | 3                     | 0                     | C3                             | 3                              | 2                              | 0                              | -         | -         | -         | 6        | 2        | 0        | 47    | 27    | 9     |
| 2021-2022             | VfL Wolfsburg            | Bundesliga            | 18          | 6           | 1           | 1                     | 1                     | 0                     | C1                             | 5                              | 0                              | 0                              | -         | -         | -         | 2        | 0        | 1        | 26    | 7     | 2     |
| Sous-total            | Sous-total               | Sous-total            | 118         | 59          | 20          | 9                     | 7                     | 0                     | -                              | 17                             | 4                              | 2                              | -         | -         | -         | 9        | 2        | 1        | 153   | 72    | 23    |
| 2021-2022             | Burnley FC               | Premier League        | 20          | 2           | 3           | 0                     | 0                     | 0                     | -                              | -                              | -                              | -                              | -         | -         | -         | 2        | 1        | 0        | 22    | 3     | 3     |
| 2024-2025             | Burnley FC               | Championship          | 2           | 0           | 0           | 0                     | 0                     | 0                     | -                              | -                              | -                              | -                              | -         | -         | -         | 0        | 0        | 0        | 2     | 0     | 0     |
| Sous-total            | Sous-total               | Sous-total            | 22          | 2           | 3           | 0                     | 0                     | 0                     | -                              | 0                              | 0                              | 0                              | -         | -         | -         | 2        | 1        | 0        | 24    | 3     | 3     |
| 2022-2023             | Beşiktaş JK (prêt)       | Süper Lig             | 16          | 8           | 4           | 2                     | 1                     | 0                     | -                              | -                              | -                              | -                              | -         | -         | -         | 5        | 2        | 0        | 23    | 11    | 4     |
| 2022-2023             | Manchester United (prêt) | Premier League        | 17          | 0           | 1           | 8                     | 1                     | 1                     | C3                             | 6                              | 1                              | 0                              | -         | -         | -         | 4        | 0        | 0        | 35    | 2     | 2     |
| 2023-2024             | TSG Hoffenheim (prêt)    | Bundesliga            | 28          | 7           | 3           | 2                     | 0                     | 0                     | -                              | -                              | -                              | -                              | -         | -         | -         | 17       | 7        | 0        | 47    | 14    | 3     |
| 2024-2025             | Ajax Amsterdam           | Eredivisie            | 24          | 10          | 2           | 2                     | 0                     | 0                     | C3                             | 5                              | 1                              | 1                              | -         | -         | -         | 6        | 2        | 0        | 37    | 13    | 3     |
| 2025-2026             | Ajax Amsterdam           | Eredivisie            | 2           | 2           | 0           | 0                     | 0                     | 0                     | C3                             | 0                              | 0                              | 0                              | -         | -         | -         | 0        | 0        | 0        | 2     | 2     | 0     |
| Sous-total            | Sous-total               | Sous-total            | 26          | 12          | 2           | 2                     | 0                     | 0                     | -                              | 5                              | 1                              | 1                              | -         | -         | -         | 6        | 2        | 0        | 39    | 15    | 3     |
| Total sur la carrière | Total sur la carrière    | Total sur la carrière | 407         | 157         | 49          | 43                    | 21                    | 4                     | -                              | 40                             | 8                              | 4                              | 8         | 6         | 0         | 46       | 14       | 1        | 544   | 206   | 58    |

### En sélection
| Saison                | Sélection             | Phases finales                                  | Phases finales | Phases finales | Phases finales | Éliminatoires | Éliminatoires | Éliminatoires | Matchs amicaux | Matchs amicaux | Matchs amicaux | Total | Total | Total |
| Saison                | Sélection             | Compétition                                     | M              | B              | Pd             | M             | B             | Pd            | M              | B              | Pd             | M     | B     | Pd    |
| --------------------- | --------------------- | ----------------------------------------------- | -------------- | -------------- | -------------- | ------------- | ------------- | ------------- | -------------- | -------------- | -------------- | ----- | ----- | ----- |
| 2017-2018             | Pays-Bas              | Coupe du monde 2018                             | -              | -              | -              | 0             | 0             | 0             | 3              | 0              | 0              | 3     | 0     | 0     |
| 2018-2019             | Pays-Bas              | Ligue des nations 2018-2019                     | 0              | 0              | 0              | 0             | 0             | 0             | 0              | 0              | 0              | 0     | 0     | 0     |
| 2019-2020             | Pays-Bas              | -                                               | -              | -              | -              | 1             | 0             | 0             | 0              | 0              | 0              | 1     | 0     | 0     |
| 2020-2021             | Pays-Bas              | Championnat d'Europe 2020                       | 4              | 1              | 0              | 0             | 0             | 0             | 2              | 1              | 0              | 6     | 2     | 0     |
| 2021-2022             | Pays-Bas              | Ligue des nations 2020-2021                     | -              | -              | -              | 4             | 1             | 1             | 0              | 0              | 0              | 4     | 1     | 1     |
| 2022-2023             | Pays-Bas              | Coupe du monde 2022+Ligue des nations 2022-2023 | 4+2            | 2+0            | 0+0            | 3             | 0             | 0             | 0              | 0              | 0              | 9     | 2     | 0     |
| 2023-2024             | Pays-Bas              | Championnat d'Europe 2024                       | -              | -              | -              | 6             | 3             | 0             | -              | -              | -              | 7     | 4     | 0     |
| Total sur la carrière | Total sur la carrière | Total sur la carrière                           | 10             | 3              | 0              | 14            | 4             | 1             | 5              | 1              | 0              | 29    | 8     | 1     |

#### Matchs internationaux
Le tableau suivant liste les rencontres de l'équipe des Pays-Bas dans lesquelles Wout Weghorst a été sélectionné depuis le 23 mars 2018 jusqu'à présent :

#### Buts internationaux
| Buts internationaux de Wout Weghorst | Buts internationaux de Wout Weghorst | Buts internationaux de Wout Weghorst | Buts internationaux de Wout Weghorst    | Buts internationaux de Wout Weghorst | Buts internationaux de Wout Weghorst | Buts internationaux de Wout Weghorst | Buts internationaux de Wout Weghorst | Buts internationaux de Wout Weghorst |
| 0                                    | Date                                 | Lieu                                 | Compétition                             | Résultat                             | Adversaire                           | Détail                               | Détail                               | Sél.                                 |
| ------------------------------------ | ------------------------------------ | ------------------------------------ | --------------------------------------- | ------------------------------------ | ------------------------------------ | ------------------------------------ | ------------------------------------ | ------------------------------------ |
| 1er                                  | 6 juin 2021                          | Grolsch Veste, Enschede              | Match amical                            | 3 - 0                                | Géorgie                              | 55e                                  | 2 - 0                                | 6e                                   |
| 2e                                   | 13 juin 2021                         | Johan Cruyff Arena, Amsterdam        | Euro 2020                               | 3 - 2                                | Ukraine                              | 58e                                  | 2 - 0                                | 7e                                   |
| 3e                                   | 8 juin 2022                          | Cardiff City Stadium, Cardiff        | Ligue des nations 2022-2023             | 1 - 2                                | Pays de Galles                       | 90+4e                                | 1 - 2                                | 13e                                  |
| 4e                                   | 9 décembre 2022                      | Stade de Lusail, Lusail              | Coupe du monde 2022                     | 2 - 2 (3 t.a.b 4)                    | Argentine                            | 83e                                  | 1 - 2                                | 19e                                  |
| 5e                                   | 9 décembre 2022                      | Stade de Lusail, Lusail              | Coupe du monde 2022                     | 2 - 2 (3 t.a.b 4)                    | Argentine                            | 90+11e                               | 2 - 2                                | 19e                                  |
| 6e                                   | 7 septembre 2023                     | Philips Stadion, Eindhoven           | Éliminatoires Championnat d'Europe 2024 | 3 - 0                                | Grèce                                | 39e                                  | 3 - 0                                | 24e                                  |
| 7e                                   | 10 septembre 2023                    | Aviva Stadium, Dublin                | Éliminatoires Championnat d'Europe 2024 | 1 - 2                                | République d'Irlande                 | 56e                                  | 1 - 2                                | 25e                                  |

## Palmarès
| Manchester United (1)                                                                        |
| -------------------------------------------------------------------------------------------- |
| - Coupe d'Angleterre (0) : - Finaliste en 2023 - Coupe de la Ligue (1) : - Vainqueur en 2023 |